# Wade Wilson (criminal)
Wade Steven Wilson (Fort Myers, 20 de mayo de 1994)es un criminal estadounidense condenado por los asesinatos de Kristine Melton y Diane Ruiz, ocurridos en 2019 en Cape Coral, Florida. Debido a la coincidencia de su nombre con el famoso personaje de Marvel conocido como Deadpool, los medios lo apodaron el «Asesino Deadpool». En 2024, fue sentenciado a muerte tras ser declarado culpable de asesinato en primer grado, entre otros cargos. Su historial delictivo se remonta a 2012, con condenas previas por robo y delitos relacionados con armas de fuego.

## Biografía
Wade Steven Wilson nació el 20 de mayo de 1994 y fue adoptado por Steve y Candace Wilson, creciendo en Tallahassee, Florida, donde asistió a la escuela Lawton Chiles High School. Durante su juventud, Wilson fue descrito como «problemático» y estuvo involucrado en actividades delictivas menores y abuso de sustancias. Sufrió varias lesiones en la cabeza durante su infancia y adolescencia, las cuales más tarde mencionó como factores que contribuyeron a su inestabilidad emocional. Sus problemas con la ley comenzaron en 2012 en el condado de León, donde estuvo implicado en varios incidentes, incluidos robos, asaltos y delitos con armas de fuego.
En noviembre de 2013, Wilson fue sentenciado a prisión por robo y hurto mayor, una condena que cumplió hasta septiembre de 2014. En 2015, enfrentó cargos de agresión sexual y secuestro tras ser acusado por una mujer de haberla agredido en su vehículo después de una fiesta. Sin embargo, un jurado lo absolvió de estos cargos. En 2017, fue encarcelado nuevamente por el robo de armas de fuego, cumpliendo condena hasta julio de 2018.
Más tarde, en 2018, Wilson fue vinculado al caso de Denise Williams, quien fue condenada por conspirar para asesinar a su marido. Durante este tiempo, Wilson supuestamente intentó fabricar pruebas y ofreció matar a Williams. En febrero de 2019, su exnovia denunció un incidente en el que supuestamente la agredió y estranguló. Aunque inicialmente lo acusó de secuestro y violación, los cargos no se persiguieron debido a la falta de pruebas y a la existencia de una orden de no contacto. El 1 de julio de 2019, Wilson fue arrestado nuevamente por agresión.

## Asesinatos
El 7 de octubre de 2019, Wilson cometió dos asesinatos en cuestión de horas. La primera víctima, Kristine Melton, fue estrangulada en su casa después de que Wilson la conociera en un bar de música en vivo. Más tarde ese día, Diane Ruiz, madre de dos hijos y camarera, fue estrangulada y posteriormente atropellada varias veces después de ser atraída al coche de Melton bajo falsas pretensiones. Poco después, llamó a su padre biológico, Stephen Testasecca, y confesó haber asesinado a las mujeres. Testasecca y su esposa llamaron a la policía y Wilson fue arrestado al día siguiente. Él le dijo a los detectives que estaría dispuesto a «hacerlo de nuevo».

## Procedimientos judiciales y reacción pública
Durante el proceso judicial se presentaron pruebas sobre la salud mental de Wilson, incluido el testimonio sobre sus lesiones cerebrales. Un neurólogo testificó que los escáneres cerebrales mostraron traumas y deterioros que podrían explicar algunas de las conductas impulsivas de Wilson. Sin embargo, los expertos de la fiscalía argumentaron que el abuso de drogas fue un factor más importante en sus acciones. La defensa alegó que el abuso de drogas por parte de Wilson podría haber afectado su juicio en el momento del crimen.
El padre de Wilson, Stephen Testasecca, testificó contra él ante el tribunal, contando detalles de su confesión por teléfono. Testasecca declaró que su hijo atropelló a Ruiz después de darse cuenta de que aún no estaba muerta y no pudo explicar sus motivos más allá de «sólo quería hacerlo». Más de los 8 jurados requeridos recomendaron la pena de muerte para Wilson (9 por el asesinato de Melton y 10 por el asesinato de Ruiz). Al tener el poder de aceptar o no la sugerencia del jurado, el juez Nicholas Thompson impuso dos sentencias de muerte. Wilson está apelando la decisión ante la Corte Suprema de Florida.
La sentencia de Wilson estuvo rodeada de interés público y controversia, incluidos numerosos mensajes de personas pidiendo clemencia. Su caso planteó preguntas sobre la intersección entre la salud mental, la conducta criminal y el sistema de justicia. El caso atrajo una amplia cobertura mediática, en parte debido a su nombre, que comparte con Wade Wilson, la identidad secreta del conocido personaje de Marvel Deadpool. Las reacciones del público fueron mixtas: algunos expresaron simpatía debido a sus problemas de salud mental, mientras que otros se centraron en la brutalidad de sus crímenes.

## Encarcelamiento
En la cárcel, mientras esperaba el juicio por los asesinatos, Wilson se hizo múltiples tatuajes en la cara, incluyendo una esvástica debajo de su ojo derecho y otro en el costado de su cabeza.
En 2020, Wilson y su compañero de celda fueron acusados de manipular una ventana de su celda en un intento de escapar. Wilson, quien al parecer fue el principal planificador e instigador de la fuga, también intentó conseguir un vehículo para huir.
En 2023, se declaró nolo contendere por contrabando de drogas en la prisión, a cambio de que se retiraran los cargos relacionados con un presunto intento de fuga. Fue condenado a una multa y a 12 años de prisión, que serán cumplidos simultáneamente con sus penas de muerte.
Wilson sobrevivió a una sobredosis de drogas en la cárcel del condado de Lee en 2023. El incidente provocó una investigación por parte de la Oficina del Sheriff del Condado de Lee. Los investigadores descubrieron una conspiración para traficar drogas ilegales a la cárcel. Otras cuatro personas también fueron acusadas en el incidente.